# Acutisoma iguapense
Acutisoma iguapense is een hooiwagen uit de familie Gonyleptidae. De wetenschappelijke naam van Acutisoma iguapense gaat terug op Piza.